# Вавилов, Виктор Сергеевич
Виктор Сергеевич Вавилов (1921—1999) — советский физик.

## Биография
Сын С. И. Вавилова. После окончания средней школы в Ленинграде был призван на действительную военную службу, участвовал в Советско-финской войне 1939—1940 годов и в Великой Отечественной войне в блокадном Ленинграде.
В 1949 году окончил физический факультет ЛГУ. С 1949 по 1951 год работал в Государственном оптическом институте в Ленинграде. С 1951 и до 1999 года работал в ФИАН им. П. Н. Лебедева, где возглавлял научный коллектив Лаборатории физики полупроводников. С 1956 года преподавал в МГУ (с 1961 по 1990 год — зав. кафедрой физики полупроводников). В 1960 году защитил докторскую диссертацию на тему «Действие излучений на германий и кремний».
Основные труды по исследованию процессов взаимодействия электромагнитного излучения и заряженных частиц высокой энергии с полупроводниками, включая радиационную ионизацию. Они посвящены свойствам неравновесной электронно-дырочной плазмы, люминесценции полупроводников, а также процессам образования и отжига радиационных дефектов, ионной имплантации и синтезу полупроводниковых соединений с использованием ускоренных ионов. Ряд работ в этом направлении были пионерскими и опережали аналогичные исследования за рубежом. Книга «Действие излучений на полупроводники» переиздана на английском языке в 1965 году.
Вёл большую научно-организационную работу как председатель Секции физики ионной имплантации Научного совета АН СССР по проблеме «Физика и химия полупроводников» и как учёный секретарь Комиссии по присуждению Золотой медали им. П. Н. Лебедева при президиуме АН СССР.
Член-корреспондент Афинской академии наук (1992).
Похоронен в одной могиле с родителями на Новодевичьем кладбище в Москве.

## Награды
Золотая медаль имени П. Н. Лебедева АН СССР (1987) — за цикл работ «Экспериментальные исследования радиационных эффектов в полупроводниках».
Дважды Лауреат Государственной премии СССР.

## Сочинения
- Радиационные эффекты в полупроводниках и полупроводниковых приборах / В. С. Вавилов, Н. А. Ухин. — М.: Атомиздат, 1969. — 311 с.
- Действие излучений на полупроводники / В. С. Вавилов, Н. П. Кекелидзе, Л. С. Смирнов. М.: Наука, 1988. — 190,[1] с. — ISBN 5-02-013834-7.
- Электронные и оптические процессы в алмазе / В. С. Вавилов, А. А. Гиппиус, Е. А. Конорова. — М.: Наука, 1985. — 120 с. — (Современные проблемы физики).
- Дефекты в кремнии и на его поверхности / В. С. Вавилов, В. Ф. Киселев, Б. Н. Мукашев. — М.: Наука, 1990. — 211,[1] с. — (Физика полупроводников и полупроводниковых приборов. ФПИПП). — ISBN 5-02-014023-6.
- Механизмы образования и миграции дефектов в полупроводниках / В. С. Вавилов, А. Е. Кив, О. Р. Ниязова. — М.: Наука, 1981. — 368 с. — (Физика полупроводников и полупроводниковых приборов. ФПиПП).